# Władysław Gomułka
Władysław Gomułka (prononcé [vwa'dɨswaf gɔ'muwka], francisé parfois en Wladyslaw Gomulka, né le 6 février 1905 à Krosno en Galicie, mort le 1er septembre 1982 à Varsovie) est un dirigeant communiste polonais. Il dirigea la république populaire de Pologne de 1956 à 1970, date à laquelle il fut forcé de démissionner après les émeutes de la Baltique de 1970.

## Biographie
Ouvrier à 14 ans, il adhère en 1921 au Parti socialiste polonais (PPS), qu'il quitte en 1926 pour le Parti communiste polonais clandestin, où il s'occupe de syndicalisme. Il est élève à l'École internationale Lénine à Moscou.
En prison de 1932 à 1934, puis de nouveau en 1936, pour atteinte à la sûreté de l'État, il s'évade en septembre 1939 et participe à la résistance polonaise. En novembre 1943, il est secrétaire du Parti ouvrier polonais (PPR) clandestin, puis secrétaire général de décembre 1945 à septembre 1948. En 1945, vice-président du Conseil des ministres et ministre des « territoires recouvrés » (sur l'Allemagne vaincue), il définit « une voie polonaise vers le socialisme », rejetant la collectivisation des terres et préconisant la modération. Écarté pour « déviationnisme et nationalisme », il est démis de toutes ses fonctions et exclu du PPR en septembre 1948.
En décembre 1948, le PPR et le PPS fusionnent, donnant naissance au Parti ouvrier unifié polonais (PZPR). Gomułka est arrêté et exclu du parti en 1951. Il est libéré en 1954 et accueilli alors comme un « héros national ». Il est réhabilité à la suite de la proclamation de la « coexistence pacifique » et des « voies nationales vers le socialisme » par le dirigeant soviétique Khrouchtchev lors du XXe congrès du PCUS.
En octobre 1956, il est élu premier secrétaire du comité central. L’URSS mobilise alors les troupes de l’Armée rouge stationnées en Pologne pour marcher sur Varsovie, mais recule après une discussion avec Khrouchtchev, arrivé à l'improviste à Varsovie le 19 octobre 1956, au cours de laquelle Gomułka l'assure que la Pologne ne serait ni anticommuniste ni anti-soviétique. L'« Octobre polonais » a eu lieu quelques jours avant les évènements de 1956 en Hongrie, qui ont commencé par les manifestations de soutien aux Polonais à Budapest.
Gomułka libéralise partiellement son administration et procède à la dé-collectivisation des terres ; il s’entend également avec l’épiscopat pour permettre l'instruction religieuse aux enfants, la liberté du culte et la libération du cardinal-primat Stefan Wyszyński. Le MBP est dissous et le Service de Sécurité (SB) intégré au ministère de l'Intérieur, tandis que le nombre de fonctionnaires des services de policiers est diminué. Un accord est signé le 15 novembre[Quand ?] avec l'URSS : la Pologne demeure dans le camp socialiste, sur un pied d'indépendance et d'égalité. L'URSS s'engage à ne pas interférer dans les affaires intérieures polonaises et à relever le prix d'achat du charbon polonais. Les élections se déroulent sur liste unique, mais cette liste comporte moitié plus de candidats qu'il n'y a de sièges, permettant aux citoyens un certain choix. Parmi les députés sans parti, quelques catholiques forment le groupe Znak. L’avortement est légalisé et devient accessible gratuitement. Mais dès 1959, le cours politique se durcit et Gomułka devient de plus en plus autoritaire, en particulier vis-à-vis des intellectuels.
Voulant concilier l'indépendance avec l'amitié soviétique, il perd des appuis. En mars 1968, la Pologne connaît d'importantes manifestations d'étudiants protestant contre la censure, réprimées à grand renfort de slogans « antisionistes », ce qui entraîne l'exil de nombreux intellectuels juifs et le départ l'année suivante des 13 000 derniers juifs polonais à qui les autorités ont supprimé leur nationalité polonaise,[source insuffisante]. 
En décembre 1970, après les émeutes consécutives à l'augmentation des prix, les ouvriers des ports de Gdansk et Gdynia se mettent en grève. Des échauffourées avec la police amènent le pouvoir à envoyer l'armée pour rétablir l'ordre. Le bilan fait état de 42 morts et 1 100 blessés. Gomułka devient génant pour Moscou, qui le pousse à la démission. Il est remplacé par Edward Gierek.
Il meurt à Varsovie le 1er septembre 1982. Son épouse Zofia décède en 1986, à 84 ans.